# Arquipélago das Guaitecas

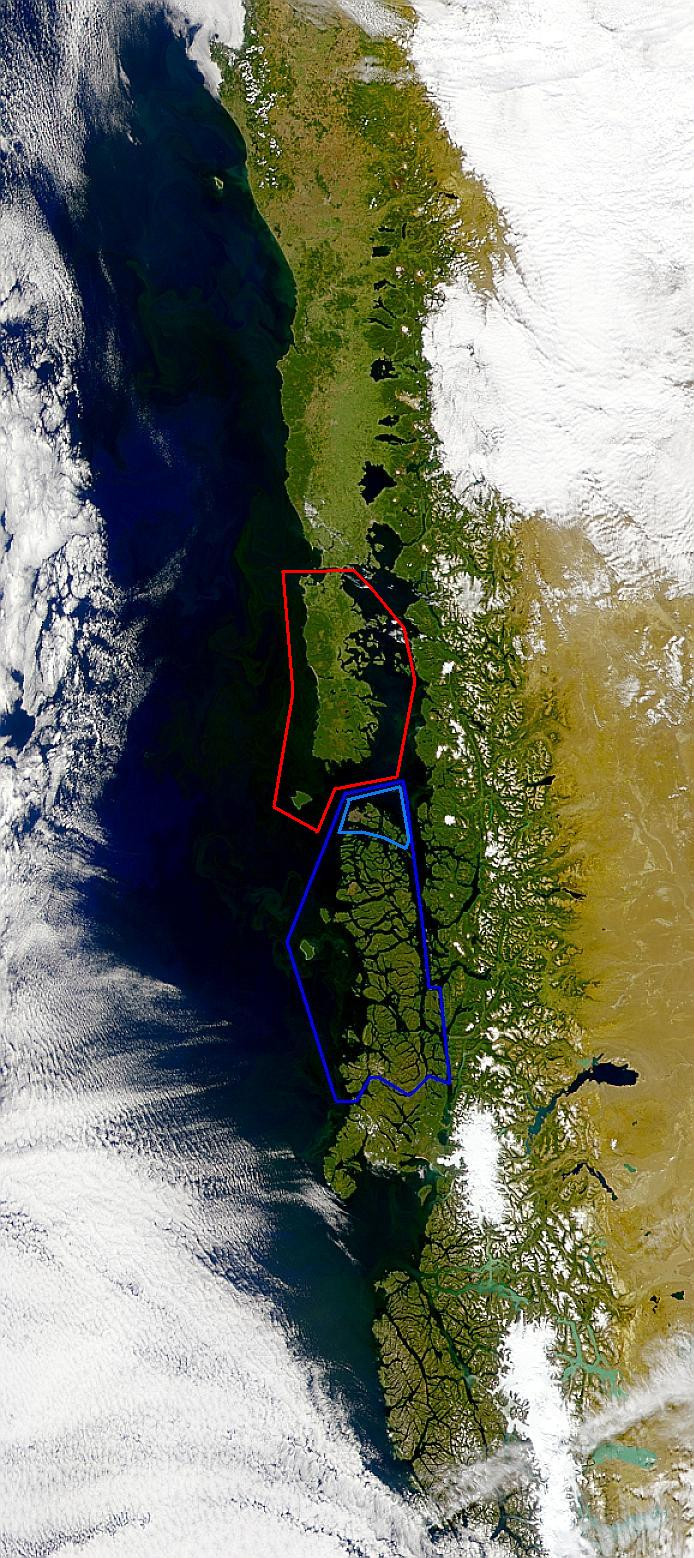
Arquipélagos da costa chilena

O arquipélago das Guaitecas (em castelhano:  Archipiélago de las Guaitecas) é um arquipélago no município de Guaitecas, província de Aisén, Chile. O Ciprés de las Guaitecas (Pilgerodendron) é uma árvore que recebeu o seu nome a partir do arquipélago. A única povoação nestas ilhas é Melinka.